# جين نايت
جين نايت (بالإنجليزية: Jean Knight)‏ هي مغنية أمريكية، ولدت في 26 يناير 1943 في نيو أورلينز في الولايات المتحدة.

## وصلات خارجية
- الموقع الرسمي
- جين نايت على موقع IMDb (الإنجليزية)
- جين نايت على موقع ميوزك برينز (الإنجليزية)
- جين نايت على موقع أول ميوزيك (الإنجليزية)
- جين نايت على موقع ديسكوغز (الإنجليزية)